# Hami Mandıralı
Hami Mandıralı (20 de juliol de 1968) és un exfutbolista turc de la dècada de 1990.
Fou 48 cops internacional amb la selecció turca.
Pel que fa a clubs, defensà els colors de Trabzonspor, FC Schalke 04 i Ankaragücü.
Un cop retirat ha estat entrenador.